# Dark Side
"Dark Side" é uma canção da cantora norte-americana Kelly Clarkson, gravada para o seu quinto álbum de estúdio Stronger. Foi composta por busbee e Alexander Geringas, com  o trabalho de Greg Kurstin na produção. Em Julho de 2011, uma demo da música foi divulgada na Internet sem o consentimento de Clarkson, juntamente com outras melodias inacabadas de outros temas. A versão final acabou por ser revelada na rede na semana anterior ao lançamento do disco, contudo, foi rapidamente retirada pela RCA Records e Federação Internacional da Indústria Fonográfica que reclamaram os direitos de autor. A faixa acabou por ser enviada para as rádios norte-americanas a 5 de Junho de 2012, e lançada na loja iTunes de França, servindo como terceiro single do projecto de estúdio.
A nível musical, a canção deriva de origens estilísticas de pop rock misturadas com synthpop, incorporando uma melodia vigorosa produzida por uma caixa de música e batidas em coro. A sua sonoridade é composta através dos vocais, juntando acordes de baixo e piano. Liricamente, o tema discute a aceitação, recuperação e beleza interior, debatendo-se sobre o facto da possibilidade de se amar mesmo com um lado negro presente. O seu desempenho comercial foi moderado, entrando na 48.ª posição na tabela musical Gaon Music Chart da Coreia do Sul, devido às descargas digitais uma semana após o lançamento do disco. Nos Estados Unidos, atingiu a liderança na Dance/Club Play Songs da revista norte-americana Billboard.
O vídeo musical, dirigido por Shane Drake, estreou a 24 de Maio de 2012 através do serviço VEVO. Explora vários temas, como bullying, dependência de drogas e álcool. O teledisco mostra de forma continuada várias cenas em que pessoas demonstram como ultrapassam as várias dificuldades apresentadas. Kelly aparece a cantar em muitas das transições, e no fim conforta vários indivíduos cujos problemas pessoais são retratados no projecto. O teledisco foi indicado na categoria Best Video with a Message na edição de 2012 dos MTV Video Music Awards. A faixa recebeu várias interpretações ao vivo como parte da sua divulgação, como na cerimónia de 2012 dos Billboard Music Awards, e inclusive esteve presente no alinhamento da digressão mundial Stronger Tour, passando pela Austrália, Brasil, Estados Unidos, Escócia, Inglaterra e Irlanda.

## Antecedentes e lançamento
Numa entrevista com o sítio Popjustice, Clarkson revelou que sempre tinha desejado colaborar com o produtor Greg Kurstin, desde das sessões finais de gravação do seu segundo disco de originais Breakaway em 2004. Jeff Aldrich, encarregue do trabalho de A&R pela RCA Records, entrou em contacto com Krustin para que este trabalhasse nos arranjos de algumas faixas para o quinto álbum da cantora em 2010. Greg quis primeiro avaliar os registos anteriores de Kelly, e conferiu todas as suas gravações em estúdio, o que a artista considerou que assim a colaboração tornou-se "mais fácil". Em Julho de 2011, algumas das demos foram divulgadas na Internet, incluindo a de "Dark Side". Clarkson respondeu à situação, dizendo "Oh meu Deus, já foi assaltado? Eu já. Já fui fisicamente roubada um par de vezes, mas isto é muito pior. Não há razão para ficar zangada porque não há nada que possa fazer, por isso espero que (todos) gostem da música". Consequentemente, a versão final da canção foi colocada na rede uma semana antes do lançamento do álbum, contudo as editoras tentaram bloquear as descargas ilegais. Para prevenir mais destes casos, a artista acabou por publicar on-line a música.
Em 2012, numa conversa com a estação de rádio nova-iorquina Z100, Kelly afirmou que estava a considerar lançar o tema como terceiro single retirado de Stronger: "Eu gosto da "Dark Side" porque ainda tem uma batida, é uma música com sonoridade mas com uma letra obscura, e gosto disso". Durante a fase canadiana da digressão Stronger Tour, a cantora confirmou à MTV News que seria mesmo a sua terceira faixa de trabalho. O tema foi enviado para as rádios norte-americanas a 5 de Junho de 2012 através da RCA, e lançado digitalmente a 11 de Julho na loja iTunes. A sua divulgação começou a 19 de Outubro de 2011 em Los Angeles, num concerto especial promovido pela Sony como forma de promoção de Stronger.
Foram realizadas outras performances da canção, incluindo na televisão durante o programa VH1 Unplugged: Kelly Clarkson e na final da décima quarta temporada do concurso Dancing with the Stars, em conjunto com "Stronger (What Doesn't Kill You)". Clarkson também actuou durante a edição de 2012 da cerimónia anual Billboard Music Awards a 20 de Maio e nos MuchMusic Video Awards. A 5 de Junho, Kelly cantou uma versão acústica da melodia no Live Lounge da BBC Radio 1. O single também foi adicionado ao alinhamento da Stronger Tour, e a 9 de Junho a cantora também a divulgou no Estádio de Wembley como parte do festival Summertime Ball. A obra também recebeu atenção por parte dos média, sendo interpretada pelo actor Darren Criss na quarta temporada da série Glee no episódio, cujo foi originalmente transmitido a 22 de Novembro de 2012 nos Estados Unidos.

## Estilo musical e letra
"Dark Side" é uma canção de tempo moderado que incorpora elementos de estilo pop rock e synthpop, produzida pelo norte-americano Greg Kurstin. A sua gravação decorreu em 2011 no estúdio Echo Recording Studios em Los Angeles, na Califórnia. A composição foi construída com notas de piano e vocais fortes. Consiste ainda no uso de teclado e baixo por Kurstin, que também esteve a cargo da programação e Jesse Shatkin da engenharia acústica. Os analistas consideraram que a sua sonoridade "tem um lado sombrio", comparando-a "com uma melodia assustadora de uma caixa de música que corta a batida algumas vezes".
A letra foi escrita por busbee e Alexander Geringas. De acordo com a partitura publicada pela BMG Rights Management, a música é definida no tempo de assinatura moderado com um metrónomo de 116 batidas por minuto. Composta na chave de ré maior com o alcance vocal que vai desde da nota baixa de ré de quatro oitavas, para a nota de alta de fá sustenido. Liricamente, o tema discute a aceitação, recuperação e beleza interior, debatendo-se sobre o facto da possibilidade de se amar mesmo com um lado negro presente. James Dinh da MTV afirmou que trata sobre "um lugar cativo para uma mulher desprezada e perto do seu lado vulnerável quando questiona se o seu amante ficará por perto mesmo com tempos mais difíceis que poderão ter de passar". Bill Lamb do portal About.com afirmou que a faixa tinha "um refrão animado", mas se "escutarmos com atenção a letra, iremos sentir vulnerabilidade e apreensão".

## Recepção pela crítica
As críticas após o lançamento do disco prezaram positivamente a faixa. Jason Lipshutz da revista norte-americana Billboard fez uma análise favorável, adjectivando o tema de "pensativo", no qual "Clarkson envolve o seu poder vocal nos versos e implora a um homem para abraçar os seus defeitos". A Entertainment Weekly considerou que "Clarkson cresce [a nível vocal] numa balada synth-pop que define sobre tudo o que é o amor: saber que a tua namorada é um pouco maluca, mas mesmo assim não fugir". Chris Willman do jornal The Wrap comentou que o tema "reforça inteligentemente a ideia que a Miss American Idol tem um lado sombrio, com uma melodia assustadora de uma caixa de música que corta a batida algumas vezes". Scott Shelter do sítio Popcrush atribuiu três estrelas e meia de cinco possíveis, descrevendo que a música "mistura bem secções sombrias com passagens cativantes". Shelter realçou que "liricamente, "Dark Side" faz um bom trabalho ao transmitir verdades difíceis enquanto tenta ficar optimista e positiva. Não é tão infecciosa como "Let Me Down", mas seria uma faixa sólida no álbum, senão um potencial single". Jason Scott do diário Seattle Post-Intelligencer comentou o "tilintar de um xilofone como uma introdução de embalar, em que Clarkson transporta para uma aventura criativa em território extraterrestre que é um ajuste estranhamente calmante e intrigante para a sua voz". "Não pediu pela The Twilight Zone, mas de alguma forma com um arranjo electrizante, a cantora transporta-nos para lá", referiu o analista. Mais tarde, Scott considerou que a música possuía "um gancho astuto de pop com influência na banda Owl City".
Katherine St Asaph do Popdust afirmou que Stronger tem um alcance que depende da caridade individual, descrevendo "Dark Side" como "uma canção de amor fundamental". Joey Guerra do periódico Houston Chronicle notou que a obra "lembra o subestimado disco My December, um remoinho de tilintares de embalar e ranhuras goth-pop". "Acho que Katy Perry com uma voz muito, muito melhor", considerou Guerra. Brian Mansfield do USA Today descreveu a introdução da caixa de música como um "pesadelo" e esclareceu que a melodia "podia acabar por ser a favorita das namoradas psicopatas de toda a parte, porque é um incentivo". Sam Lansky da página Popcrush revelou que o single "lida com autenticidade em romance". Lansky fez novamente referência ao tilintar do instrumento musical inicial, complementando que "a atmosférica bateria e o refrão revela "Todos temos um lado negro / Amas-me / Podes amar o meu?". Durante a actuação especial de Kelly durante o programa VH1 Unplugged: Kelly Clarkson, Kat George do canal televisivo VH1 escreveu que "na verdade, isto é o que mais gostamos em Kelly - ela é apenas uma rapariga normal. Reconhece as armadilhas da sua personalidade, e convida-nos a ser imperfeitos sem nos deixar (ou ela) ser menos do que perfeitamente adoráveis".

## Vídeo musical

### Antecedentes e sinopse

Clarkson aborda vários temas, como o bullying, a dependência de drogas e do álcool no teledisco. No final, tenta reconfortar cada um deles com a promessa de dias melhores.

O vídeo musical foi dirigido por Shane Drake, que já tinha trabalhado com a cantora em "Stronger (What Doesn't Kill You)". Foi gravado a 28 de Abril de 2012 no Centro de Los Angeles. Foram divulgadas na Internet várias cenas em que Kelly interpretava o tema numa área urbana entre a Primeira Rua de Los Angeles e o rio. A sua estreia ocorreu a 24 de Maio de 2012 através do serviço VEVO, sendo que no dia seguinte ficou disponível na iTunes Store dos Estados Unidos e de Portugal.
O teledisco explora principalmente temas sobre a aceitação humana, tendo como subtemas o bullying, o vício por drogas e álcool. A trama, com uma duração superior a três minutos, começa com a artista a interpretar a faixa num pano de fundo negro. Durante o decorrer das cenas, são retratadas histórias de pessoas que lutaram durante a sua vida, como um homem que perdeu o seu emprego, uma adolescente a lutar conta o seu peso, outros perseguidos e intimidados, uma rapariga que fugiu de casa, uma vencedora de um concurso de beleza a lutar contra as pressões e toxicodependência, um empresário com problemas com o álcool, um ex-combatente abandonado e sem uma das pernas, e uma mulher a divorciar-se do seu marido. Todas estas histórias vão sendo alternadas com imagens de Kelly com um vestido preto e verde por baixo de uma ponte abandonada. De seguida, as transições demonstradas são de símbolos de esperança, como uma flor, o nascer do sol, um desenho de um coração, um roseiral, borboletas e gaivotas. No refrão final, as pessoas que fazem aparência no teledisco começam a sorrir, e o projecto termina com Clarkson a abraçá-las, dando-lhes garantia de confiança.

### Recepção
O vídeo foi recebido pelos críticos de forma positiva, com alguns notando semelhanças no tema com "Beautiful" de Christina Aguilera. Byron Flitsch of MTV Buzzworthy comentou que "estaria a mentir se não admitisse que o vídeo nos tinha deixado um pouco melancólicos, mas temos a certeza de que faz parte do seu trabalho. Para isso e para nos lembrar que a) Kelly está mais impecável do que nunca, e b) sermos agradáveis para todas as pessoas no mundo. Robbie Daw do sítio Idolator escreveu que "a música mantém o tema dos singles anteriores 'Mr. Know It All' e 'Stronger (What Doesn’t Kill You)', em que Clarkson liricamente investiga a sua força interna - embora não surja num modo mais vulnerável nesta". Elena Gorgan da Softpedia afirmou que o trabalho é simples e um tanto discreto, o que lhe permite incluir tantas histórias que tocam cada um de nós no seu próprio direito, cada um é perfeito para exemplificar o belo texto da faixa". Amy Sciarretto do Popcrush escreveu que a artista "mistura a performance com comentários socialmente conscientes e críticos. Mas ela não quer esmagar-lhe a cabeça com uma mensagem. Não lhe está a bater. Em vez disso, é subtil e, portanto, muito mais eficaz, ao fazer com que o espectador pense. Sciarretto, mais tarde acrescentou, que o teledisco "mostra eloquentemente que todos temos o nosso lado obscuro, mas isso é apenas uma faceta e não a história toda". "Não faz a identidade de uma pessoa. Lados negros são apenas um dos muitos factores que fazem parte do que nós somos!", referiu a analista, concluindo que "ninguém é perfeito e as nossas falhas podem tornar-se interessantes". Sarah Maloy da revista Billboard considerou que "Clarckson aborda vários tipos de demónios no seu vídeo para 'Dark Side'. A cantora mostra as pessoas que enfrentam a dependência de drogas, de álcool, problemas de desemprego, de peso e problemas conjugais, mas também conta que dias melhores estão para vir". O vídeo foi nomeado para a categoria Best Video with a Message na edição de 2012 dos MTV Video Music Awards, contudo, perdeu para "Skyscraper" de Demi Lovato.

## Faixas e formatos
A versão digital de "Dark Side" contém apenas uma faixa com duração de três minutos e quarenta e quatro segundos. Na Alemanha, o tema também foi comercializado em descarga digital, contendo mais duas músicas remisturadas.
| Descarga digital |             |         |  |
| N.º              | Título      | Duração |  |
| 1.               | "Dark Side" | 3:44    |  |

| Descarga digital na Alemanha |                                         |         |  |
| N.º                          | Título                                  | Duração |  |
| 1.                           | "Dark Side"                             | 3:52    |  |
| 2.                           | "Dark Side" (Maison & Dragen Radio Mix) | 4:03    |  |
| 3.                           | "Dark Side" (Moguai Radio Mix)          | 2:59    |  |
| Duração total:               | Duração total:                          | 10:54   |  |

## Desempenho nas tabelas musicais
Na semana que terminava a 7 de Julho de 2012, "Dark Side" estreou-se na 93.ª posição da Billboard Hot 100. Na edição de 25 de Agosto do mesmo ano, atingiu a sua melhor posição em número 42 na lista. Nessa mesma semana, o tema subiu à liderança da Dance/Club Play Songs. Entrou ainda na Adult Pop Songs em 36.º lugar, e dois meses depois, saltou para a décima segunda posição, consequentemente tornado-se o décimo primeiro single de Kelly e tornando-a artista feminina que mais vezes entrou na lista das dez músicas mais vendidas no género, ultrapassando Sheryl Crow e Katy Perry. Em Outubro de 2012, a canção já tinha vendido mais de 504 mil descargas digitais nos Estados Unidos. No Canadá, debutou na Canadian Hot 100 em 85.º lugar na semana de 30 de Junho de 2012, antes de atingir o seu melhor posto, 41.º, seis semanas depois.
Nos restantes mercados, "Dark Side" teve um desempenho moderado. Depois do lançamento de Stronger, a obra entrou na 48.ª posição da Gaon Music Chart na Coreia do Sul. No Reino Unido, debutou na 56.ª posição na semana de 10 de Junho de 2012, e na semana seguinte subiu dezasseis lugares para a 40ª na lista, permanecendo como a sua melhor no país. Na Alemanha atingiu o 82.º lugar, 19.º nos Países Baixos, 17.º na Bélgica e 3º na Polónia.
| Tabela musical (2011-2012)                       | Melhor posição |
| ------------------------------------------------ | -------------- |
| Alemanha - Media Control AG                      | 82             |
| Bélgica - Ultratip (Flandres)                    | 17             |
| Canadá - Canadian Hot 100                        | 26             |
| Coreia do Sul - Gaon International Chart         | 47             |
| Escócia - Scottish Singles Chart                 | 26             |
| Estados Unidos - Billboard Hot 100               | 42             |
| Estados Unidos - Billboard Pop Songs             | 22             |
| Estados Unidos - Billboard Dance/Club Play Songs | 1              |
| Estados Unidos - Billboard Adult Contemporary    | 19             |
| Estados Unidos - Billboard Adult Pop Songs       | 7              |
| Irlanda - IRMA                                   | 42             |
| Países Baixos - Dutch Top 40                     | 19             |
| Polónia - ZPAV                                   | 3              |
| Reino Unido - UK Singles Chart                   | 40             |

| Tabela musical (2012)                            | Posição |
| ------------------------------------------------ | ------- |
| Estados Unidos - Billboard Adult Contemporary    | 50      |
| Estados Unidos - Billboard Dance/Club Play Songs | 9       |

## Créditos
Todo o processo de elaboração da canção atribui os seguintes créditos pessoais:
- Kelly Clarkson – vocalista principal;
- Alexander Geringas - composição, co-produção;
- Greg Kurstin  - produção, teclados, baixo, programação;
- Jesse Shatkin - engenharia.

## Histórico de lançamento
"Dark Side" começou a ser reproduzida nas rádios norte-americanas a 5 de Junho de 2012. Digitalmente, foi disponibilizada na iTunes Store de França a 11 de Junho de 2012, e mais tarde também foi disponibilizada na Alemanha através da Amazon em Julho.
| País           | Data                | Formato          | Editora discográfica |
| -------------- | ------------------- | ---------------- | -------------------- |
| Estados Unidos | 5 de Junho de 2012  | Rádio mainstream | RCA                  |
| França         | 11 de Junho de 2012 | Descarga digital | RCA                  |
| Alemanha       | 6 de Julho de 2012  | Descarga digital | RCA                  |